# Ингулец
Ингулец (Малък Ингулец) (на украински: Інгуле́ць; на руски: Ингулец) е река протичаща по територията на Кировоградска, Днепропетровска, Херсонска и Николаевска област в Украйна, десен приток на Днепър. Дължина 549 km. Площ на водосборния басейн 13 700 km².
Река Ингулец води началото си от южните склонове на Приднепровското възвишение, северозападно от село Топило (Кировоградска област), на 203 m н.в. По цялото си протежение тече в южна посока в горното и средно течение по Приднепровското възвишение, а в долното си течение по Причерноморската низина, където силно меандрира. Влива се отдясно в река Днепър, при село Садовое, на 15 km североизточно от град Херсон, на 0 m н.в. Има предимно снежно подхранване. Основни притоци: Зельоная и Жолтая (леви); Висун (десен). Среден годишен отток при село Могильовка 8,5 m³/s. Замръзва през 2-рата половина на декември, а се размразява през 2-рата половина на март. Плавателна е за плиткогазещи съдове на 109 km от устието. В долното си течение водите ѝ са включени в Ингулецката напоително-отводнителна система. На река Ингул са разположени множество населени места в т.ч.: Кировоградска област – град Александрия, сгт Елизаветградка и Балаховка; Днепропетровска област – град Кривой рог и сгт Широкое; Херсонска област – сгт Архангелское, Великая Александровка и Калининское; Николаевска област – град Снигуривка.